# Pers (Cantal)
Pour les articles homonymes, voir Pers (homonymie).
Pers [pɛʁs] est une ancienne commune française située dans le département du Cantal et l'ancienne région Auvergne. Le 1er janvier 2016, elle a fusionné avec Le Rouget pour constituer la commune nouvelle du Rouget-Pers

## Géographie
Elle est riveraine au nord et au nord-est du lac de Saint-Étienne-Cantalès. Elle est également traversée par la ligne ferroviaire de Figeac à Arvant.

## Histoire
Elle est créée en 1790. En 1945, elle cède, conjointement avec Saint-Mamet-la-Salvetat, une partie de son territoire pour la création du Rouget.

## Politique et administration
| Période      | Période                   | Identité     | Étiquette | Qualité       |
| ------------ | ------------------------- | ------------ | --------- | ------------- |
| janvier 2016 | En cours (au 3 juin 2020) | René Lapeyre | PS        | Fonctionnaire |

| Période                                  | Période       | Identité           | Étiquette | Qualité       |
| ---------------------------------------- | ------------- | ------------------ | --------- | ------------- |
| Les données manquantes sont à compléter. |               |                    |           |               |
| avant 1981                               | ?             | Gabriel Granoulhac |           |               |
| mars 2001                                | décembre 2015 | René Lapeyre       | PS        | Fonctionnaire |

## Population et société

### Démographie
L'évolution du nombre d'habitants est connue à travers les recensements de la population effectués dans la commune depuis 1793. À partir du 1er janvier 2009, les populations légales des communes sont publiées annuellement dans le cadre d'un recensement qui repose désormais sur une collecte d'information annuelle, concernant successivement tous les territoires communaux au cours d'une période de cinq ans. 
Pour les communes de moins de 10 000 habitants, une enquête de recensement portant sur toute la population est réalisée tous les cinq ans, les populations légales des années intermédiaires étant quant à elles estimées par interpolation ou extrapolation. Pour la commune, le premier recensement exhaustif entrant dans le cadre du nouveau dispositif a été réalisé en 2007,.
En 2013, la commune comptait 302 habitants, en évolution de +1,68 % par rapport à 2008 (Cantal : −1,19 %, France hors Mayotte : +2,49 %).
| 1793 | 1800 | 1806 | 1821 | 1831 | 1836 | 1841 | 1846 | 1851 |
| ---- | ---- | ---- | ---- | ---- | ---- | ---- | ---- | ---- |
| 649  | 576  | 655  | 689  | 790  | 720  | 736  | 731  | 767  |

| 1856 | 1861 | 1866 | 1872 | 1876 | 1881 | 1886 | 1891 | 1896 |
| ---- | ---- | ---- | ---- | ---- | ---- | ---- | ---- | ---- |
| 729  | 730  | 820  | 785  | 761  | 734  | 701  | 701  | 682  |

| 1901 | 1906 | 1911 | 1921 | 1926 | 1931 | 1936 | 1946 | 1954 |
| ---- | ---- | ---- | ---- | ---- | ---- | ---- | ---- | ---- |
| 717  | 653  | 629  | 606  | 574  | 546  | 547  | 467  | 427  |

| 1962 | 1968 | 1975 | 1982 | 1990 | 1999 | 2007 | 2012 | 2013 |
| ---- | ---- | ---- | ---- | ---- | ---- | ---- | ---- | ---- |
| 361  | 327  | 266  | 244  | 209  | 234  | 295  | 300  | 302  |

## Culture locale et patrimoine

### Lieux et monuments
- Église Saint-Martin-et-Saint-Eutrope de Pers.

L’église fut construite avant 1234. C’est une vieille construction massive et robuste, épaulée au chœur par deux contreforts. Elle est sous l’invocation de Saint Martin et Saint Eutrope..
On trouve dans le chœur une meurtrière, dernier vestige du château qui n’existe plus.
Au sommet de l’église est perché un magnifique clocher à peigne à trois carillons.
A l’intérieur de l’édifice, on peut admirer un retable du XVIIIe, inscrit à l’inventaire supplémentaire des Monuments Historiques, décoré d’une toile et de statues en bois doré représentant Saint Roch, Saint Eutrope et une Vierge à l’enfant au sommet.
- Viaduc de Ribeyrès, sur la ligne de Figeac à Arvant.

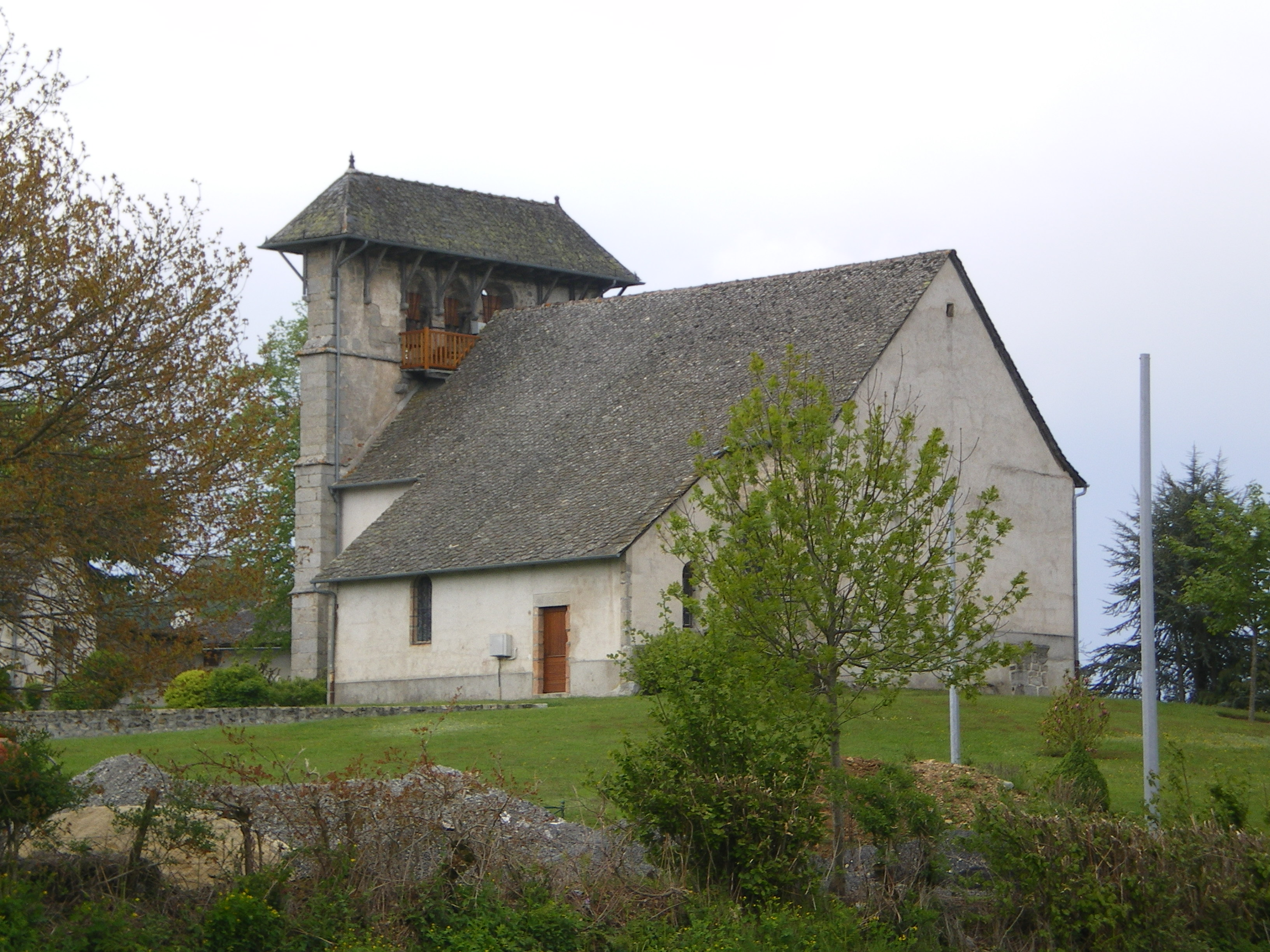
Église
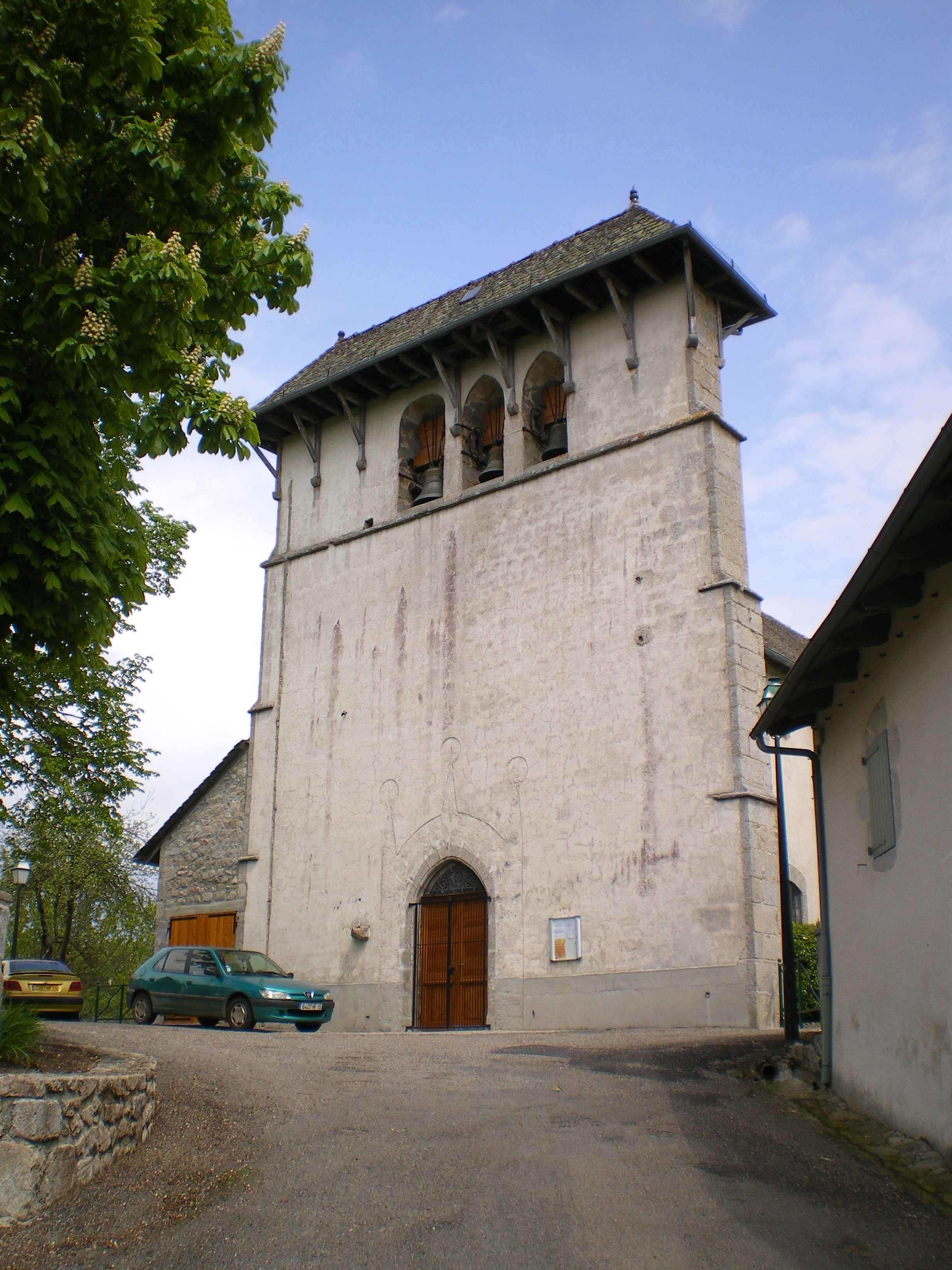
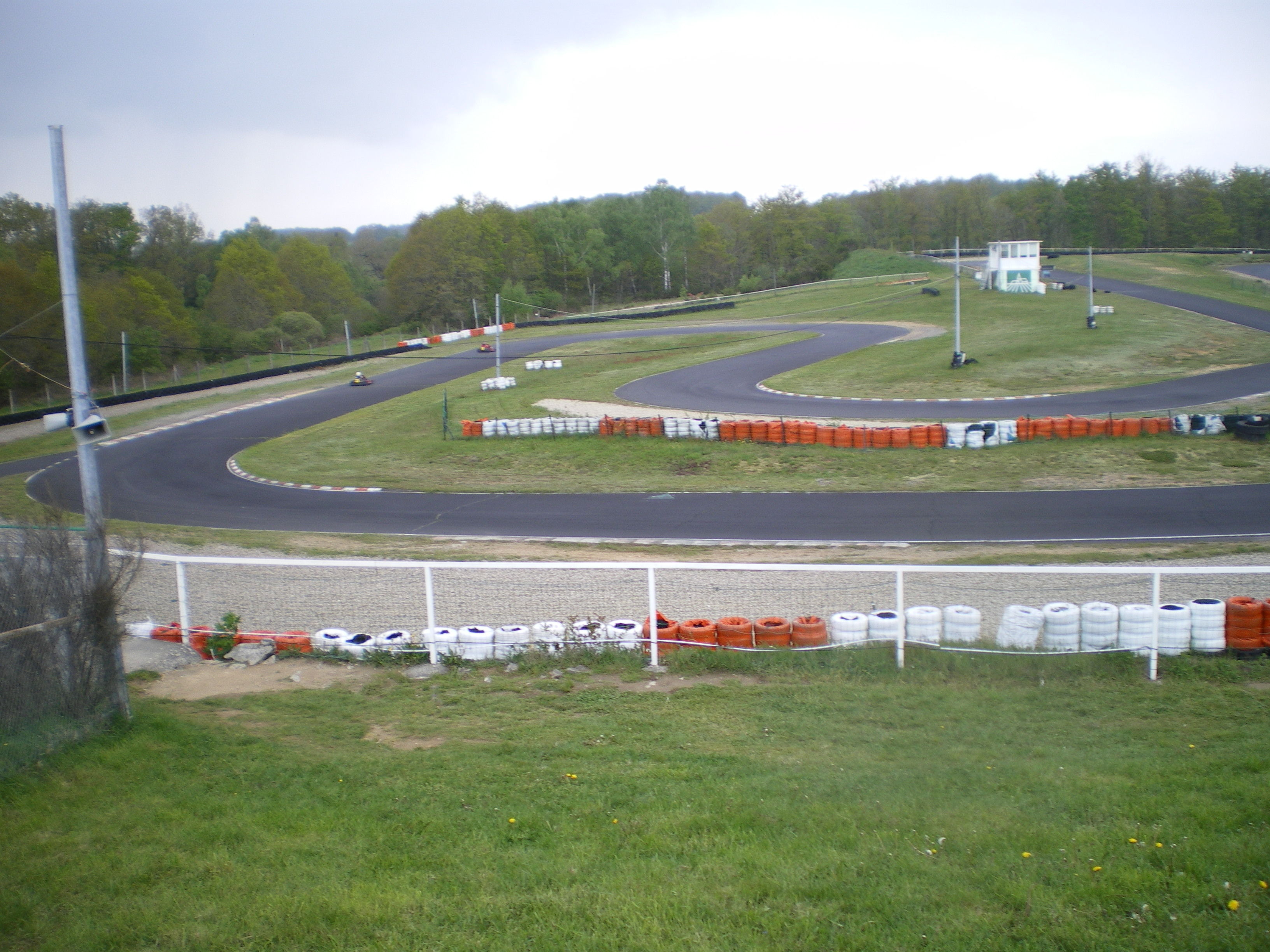
Circuit de karting
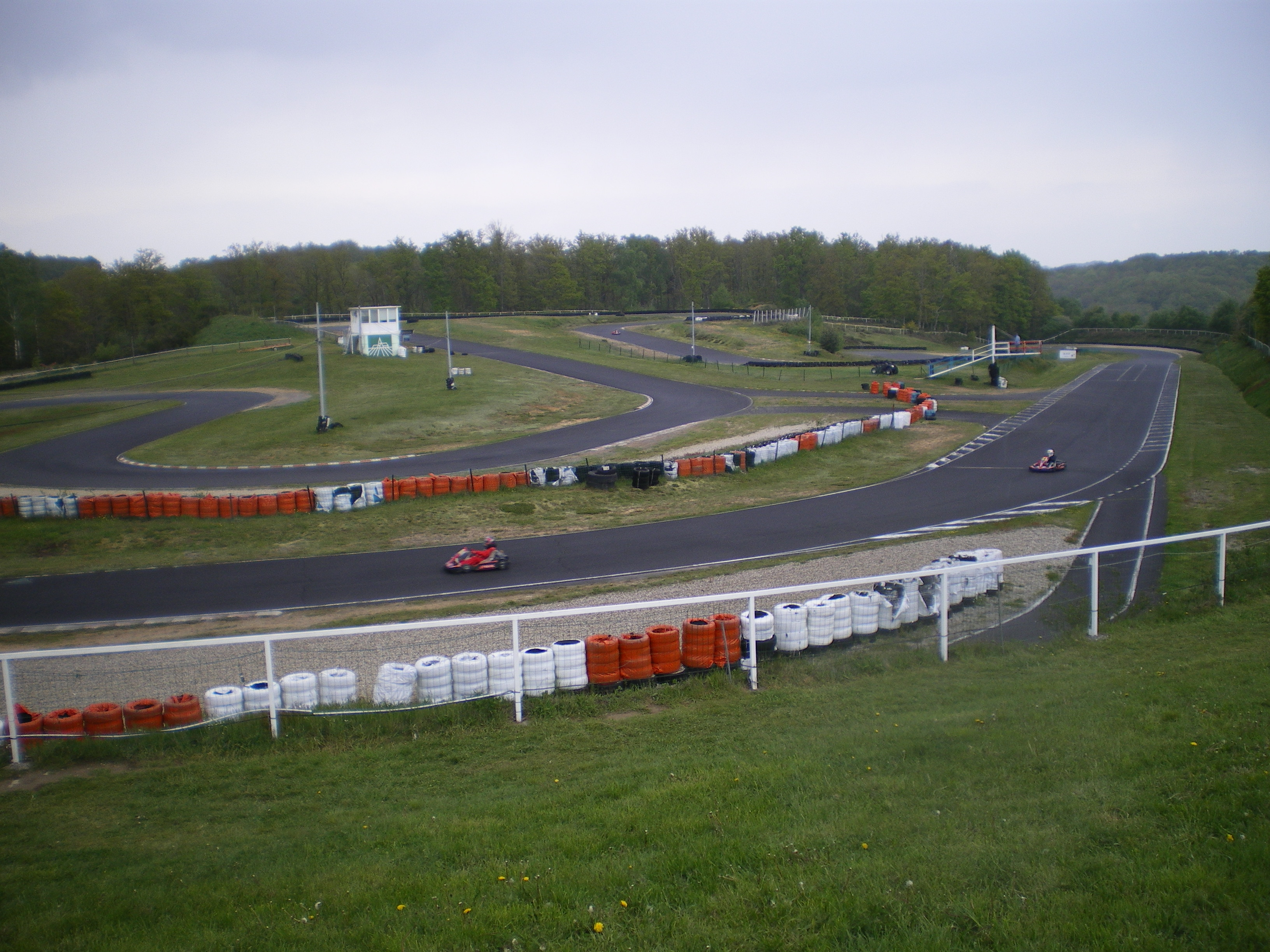

### Héraldique
|  | Les armes de la commune se blasonnent ainsi : D’argent aux six filets en bande de gueules. |